# Pem Tshering
Pem Tshering (ur. 10 września 1975) – bhutańska łuczniczka, olimpijka.
Wzięła udział w Letnich Igrzyskach Olimpijskich 1992 w Barcelonie, gdzie odpadła w rundzie wstępnej. Zdobyła 1129 punktów i zajęła 60. miejsce, wyprzedzając Namgyal Lhamu, swoją rodaczkę. W zawodach drużynowych Bhutan zajął ostatnie 17. miejsce (skład: Namgyal Lhamu, Pem Tshering, Karma Tshomo).